# Route nationale 547
Die N547 war von 1933 bis 1973 eine französische Nationalstraße, die zwischen der N202 bei Château-Queyras und L'Echalp verlief. Ihre Länge betrug 21 Kilometer. Von 1993 bis 2010 gab es in Marseille eine weitere N547. Als Teil der zweiten Umgehungsstraße von Marseille verband sie die N1547 mit der A50. Heute ist sie die A507.